# Cerro Azul, Cerro Azul
Cerro Azul är en ort i Mexiko.   Den ligger i kommunen Cerro Azul och delstaten Veracruz, i den sydöstra delen av landet, 240 km nordost om huvudstaden Mexico City. Cerro Azul ligger 141 meter över havet och antalet invånare är 19 632.
Terrängen runt Cerro Azul är varierad. Runt Cerro Azul är det ganska glesbefolkat, med 36 invånare per kvadratkilometer. Närmaste större samhälle är Temapache, 17,3 km sydost om Cerro Azul. Trakten runt Cerro Azul består till största delen av jordbruksmark.